# Model sita
Model sita – w teorii zarządzania sposób podejścia do zagadnienia doboru pracowników do przedsiębiorstwa. Główną tezą modelu jest założenie, że człowiek (pracownik) jest istotą „gotową”, w pełni już ukształtowaną i zmiana jego samego (zachowanie, przyzwyczajenia) jest bardzo trudna lub wręcz niemożliwa. Dlatego też przedsiębiorstwo stara się wyłonić najlepszych kandydatów z rynku pracy, a dzięki temu zapewnić organizacji najlepszych pracowników.
Pracowników pozyskuje się poprzez rekrutację lub przy pomocy „łowców głów” (szczególnie pracowników wyższego szczebla).
Podczas rekrutacji zaprasza się jak największą grupę kandydatów, by móc wybrać z nich tych, którzy najlepiej spełniają wszystkie wymagania i oczekiwania pracodawcy. Przydatność pracownika mierzona jest poprzez posiadane kwalifikacje, kursy, dyplomy, referencje. W trakcie wykonywania pracy pracownik poddany jest ciągłej rywalizacji i konkurencji między współpracownikami. Poprzez okresowe oceny kwalifikuje się go do jednej z poszczególnych grup:
- „najlepsi” – utrzymują swoje stanowisko, mają szanse na awans, podwyżkę płacy
- „przeciętni” – otrzymują od firmy „ostrzeżenie”, a jednocześnie szanse. Muszą sprostać nowym wymaganiom narzuconym przez przedsiębiorcę, by przy następnej ocenie zostali zakwalifikowani do najlepszych.
- „pozostali” – to pracownicy, na których miejsce szuka się lepszych kandydatów, gdyż nie spełniają wymagań stawianych przez pracodawcę.

Model sita wychodzi z założenia, że na stałe zostają tylko diamenty, czyli osoby cenne. Na słabszych pracowników nie ma miejsca w organizacji.
Brak pewności zatrudnienia powoduje, że model sita nie sprzyja lojalności pracowników wobec przedsiębiorcy. Ciągła konkurencja i rywalizacja w przedsiębiorstwie wymuszają na pracownikach ciągły rozwój oraz podnoszenie kwalifikacji, które w większości przypadków każdy z pracowników finansuje w swoim zakresie. Ciągły stres oraz brak gwarancji zatrudnienia przyczyniają się do mało przyjemnej atmosfery pracy.
Zasady wykorzystywane w modelu sita:
1. precyzyjne określenie wymagań wobec kandydatów
2. w otoczeniu są kandydaci o odpowiednich kwalifikacjach
3. marka naszego przedsiębiorstwa jest dla nich zachętą do rywalizacji o zatrudnienie
4. precyzyjne narzędzia rekrutacji i selekcji
5. mamy fundusze aby móc sprostać finansowym oczekiwaniom wybranych przez nas kandydatów
6. mamy sprawne narzędzia oceny efektów pracy